# Zoé de Gamond
Pour les articles homonymes, voir Gamond.
Zoé Charlotte de Gamond, née le 11 février 1806 à Bruxelles où elle meurt le 28 février 1854, est une éducatrice et féministe belge qui a écrit sous le pseudonyme de « Marie de G*** ».

## Biographie
Issue d’une famille libérale aisée, son père, Pierre-Joseph de Gamond était également avocat-avoué au Barreau de Bruxelles et a fini conseiller à la Cour d'appel de Bruxelles. Pierre-Joseph de Gamond a également enseigné le cours intitulé « Code de la procédure civile et ordre des Juridictions » à l'Université libre de Bruxelles. Sa mère, Isabelle-Angélique de Lados, d’origine noble, tenait, dans les années 1820, des salons politiques et philosophiques. Elle décèdera en 1829.
Zoé de Gamond était donc issue d'un milieu d'une très grande intellectualité, ce qui lui a permis de cultiver son intelligence et d'avoir un esprit critique très développé.
Elle a mené une vie faite d'études et de publications théoriques.

## Vie privée
Le 18 mai 1835, Zoé de Gamond se marie avec Jean Baptiste Gatti, un peintre italien, avec qui elle aura trois enfants. Elle ne s’est mariée que relativement tard. Cependant, elle n’est pas célibataire par vocation contrairement à d’autres féministes : la cause en revient aux lois de l'époque. Ses parents étant opposés à cette union, elle dut attendre leur mort pour se marier. Etant orpheline au moment de son mariage, c'est de sa grand-mère paternelle Marie Anne Florentin qu'elle recevra alors le consentement au mariage. 
 Zoé de Gamond estime que « les femmes sont faites pour être épouses et mères ».
Elle est d'ailleurs la mère de trois filles, dont Isabelle Gatti de Gamond qui poursuivra son œuvre et deviendra, plus tard, une éducatrice et féministe belge d’une grande importance.

À la fin des années 1830, le couple Gatti-de Gamond quitte Bruxelles pour Paris. À ce moment, Zoé devient la commentatrice reconnue de Fourier dans un ouvrage appelé « Fourier et son système », paru à Paris et traduit en anglais. Ce rôle a notablement accru sa notoriété.
Avec le soutien d'un riche fouriériste anglais, Arthur Young, elle achète, en septembre 1841, un monastère en Bourgogne, à Saint-Nicolas-lès-Cîteaux, la célèbre abbaye de Cîteaux, afin d'y établir un phalanstère dont elle avait imaginé l’aspect théorique comme la réalisation d’une commune coopérative, d’après la théorie de Charles Fourier. Ce phalanstère qui fonctionna jusqu'en 1846, fut un désastre financier. En effet, le phalanstère était conçu pour accueillir 600 personnes, mais, début 1843, il n’en abritait que 167.

Le couple De Gamond ainsi ruiné, retourne à Bruxelles où il mène une vie de gêne et de privation. Zoé est même amenée à demander de l’aide à son entourage pour subvenir à ses besoins essentiels. Néanmoins, elle n’abandonnera jamais pas son projet de réformer la condition des femmes.
Grâce au soutien de Charles Rogier, Zoé de Gamond obtient d'être nommée inspectrice des écoles maternelles, primaires et normales. Cette fonction met temporairement fin à ses difficultés financières.

## Vie politique
Avec sa sœur Élisa, Zoé s'initie à la politique à une époque où les femmes en étaient exclues, notamment en participant aux salons tenus par leur mère. Ce début de vie politique était en accord avec les événements révolutionnaires de 1830. Plus tard, Zoé et Élisa reprendront le flambeau maternel et tiendront des salons deux fois par semaine.
Zoé fut d'abord partisane de Saint-Simon. En effet, John Bartier la décrit, ainsi que sa sœur Élisa, comme « deux saint-simoniennes prêtresses » répandant la doctrine « avec zèle et succès ». Cependant les théories d'émancipation sexuelle prônées par les saint-simoniens leur parurent bien trop audacieuses.

« Si les saint-simoniens ou plutôt les enfantinistes ont abordé pleinement le sujet de la condition actuelle des femmes et se sont montrés justes et solides dans la partie critique de leurs théories, ils se sont montrés inhabiles et grossiers dans la partie créatrice et affirmative. Leurs principes n'ont abouti qu'à faire monter la rougeur au front des femmes, et à leur faire souhaiter que l'on ne s'occupât point de leur sort plutôt que de s'en occuper pour un tel scandale. »

— Marie de G*** (pour Zoé de Gamond), « De la condition sociale des femmes au XIXe siècle »
Zoé de Gamond se détourna donc du saint-simonisme au profit des théories fouriéristes, plus utopistes.
Elle se rallia ainsi aux idées de l'économiste utopiste socialiste Charles Fourier, auteur d'une doctrine utopique basée sur l'égalité des personnes Fourier.
Au début des années 1830, elle soutint activement des exilés politiques italiens et polonais, en s'impliquant au sein des comités pour réfugiés politiques institués par Bartels. Dans cette optique, elle mit sur pieds une exposition d'objets d'art et ouvrages de dames mis en loterie à leur profit aux abords de la Grand'Place de Bruxelles.

Cette première exposition tenue à Bruxelles aura un tel succès que les dames de plusieurs villes de Flandre prêteront main-forte à Zoé en organisant une nouvelle exposition à Gand. De nombreuses femmes touchées par cette cause soutiendront Zoé de Gamond qui deviendra alors, pour certains, un symbole de l'engagement politique fémininiste.

## Enseignement
Zoé de Gamond prône l'émancipation des femmes par l'éducation : elle est persuadée que l’éducation des femmes est un facteur de leur émancipation. En effet, d'une part, la législation, héritée du Code Napoléon maintient les inégalités de sexe, d'autre part, la Belgique, qui vient de faire sa révolution nationale et bourgeoise en 1830, et qui n'adhèrera pas à l'ébullition européenne de 1848, n'est pas dans un climat propice à l'évolution vers la promotion des femmes, comme on peut en juger en examinant l'évolution du statut des femmes belges. 
 C'est sur les mentalités qu'il faut avant tout agir. Ainsi, écrit-elle en 1834 :
"C’est au système d’éducation qui régit aujourd’hui l’éducation des femmes que je crois pouvoir, rapporter tous les maux qui, dans l’état actuel de la société, se réunissent pour aggraver encore leur condition."
L’instruction a pour elle un rôle primordial dans l’épanouissement de la condition féminine.
Zoé de Gamond favorise en particulier l’artisanat comme lieu possible d’émancipation, étant donné que les artisanes sont placées à égalité avec les hommes par leur travail. Toutefois, fidèle au sentiment qui l'a éloignée des saint-simoniennes, elle ne prône pas l’égalité parfaite entre hommes et femmes. En effet, elle écrit : "Il est absurde de dire ou penser que la femme pour devenir l’égale de l’homme, doive partager ses fonctions ou devenir semblable à lui, car il est bien évident que c’est précisément de cette disparité dans sa nature et dans ses fonctions que naît l’harmonie sociale et la sympathie des deux sexes".
Néanmoins, elle considère qu'une complémentarité harmonieuse entre hommes et femmes nécessite une réelle instruction des deux parties. C'est dans la continuité de cette idée que Zoé de Gamond veut réformer le système éducatif, et elle fera appel à la société féminine pour ce faire. Là apparaissent, en Belgique, les premières ébauches du féminisme. Dans son livre De la condition sociale des femmes au XIXe siècle et de leur éducation publique et privée, elle appelle à la solidarité féminine en écrivant : "C’est avec les femmes de toutes les conditions et de toutes les classes, que je veux que les femmes s’associent de cœur et d’esprit. (…) Je veux que le pacte social, cessant d’être un mot vide de sens pour les femmes, leur devienne obligatoire, qu’elles se soutiennent en toute chose, que les riches partagent avec les pauvres, que les puissantes sympathisent avec les humbles.".
Dans le cadre de son projet d'éducation féminine, Zoé de Gamond préconise deux types d'écoles pour les filles. L'un serait pour les filles de la classe populaire où l'enseignement sera donné gratuitement. L'autre, payant, serait réservé aux écolières dont les parents ont plus de moyens financiers. Les bénéfices rapportés au sein du deuxième type d'école serviront à financer le premier type d’école. Zoé de Gamond prévoit trois niveaux différents au sein de ces écoles : premièrement les enseignements de pure surveillance pour les enfants de deux à six ans, au sein desquels des bonnes et douces personnes auraient l'occasion de les socialiser et de les "familiariser avec l'idée de Dieu". Deuxièmement, les écoles élémentaires pour les fillettes de six à douze ans, où la préoccupation principale serait de  développer leurs facultés intellectuelles et de leur apprendre un métier, préalable à leur autonomie. Travaux manuels, lecture, écriture et calcul en sont les fondements ainsi que l'exercice physique et la réflexion morale . Grâce à cette formation, les filles pourront exercer divers métiers tels que "lingère, modiste, coiffeuse, fleuriste, brodeuse, dentellière, repasseuse, lavandière, cuisinière, etc. Troisièmement, le dernier niveau serait consacré aux "écoles d'industrie". Dans ce type d'établissement, destiné aux adolescentes que leur famille ne peut prendre en charge, les heures d'apprentissage, menées dans de vastes ateliers, aboutiraient notamment à une production régulièrement mise en vente, en même temps qu'à une formation aux tâches domestiques. " En 1835, Zoé de Gamond ouvre une école pour les filles de la classe ouvrière et une école normale destinée à former des institutrices, avec sa grande amie Eugénie Poulet. Ce type d'école connaîtra un franc succès.
Si le programme de l’école pour filles de la classe ouvrière se limite à la lecture, au calcul à l'écriture, à la morale et à l'apprentissage d'un métier manuel, Zoé de Gamond se penche également sur le cas des femmes pauvres de la classe supérieure, à qui elle destine une éducation leur permettant d’enseigner. Elle préconise dans ce cadre une école normale supérieure dispensant les sciences morales, les sciences humaines et les sciences physiques qui étaient jusque-là réservées aux garçons. Le programme de ce type d’école comprendra des cours d’histoire, de géographie, de chronologie, de littérature, de grammaire, de logique de style, de composition littéraire et d’arithmétique, ainsi qu’un cours spécifique de science de l’enseignement. Zoé de Gamond enseigne la littérature française, la composition et l'italien. Eugénie Poulet enseigne les cours d’histoire, de géographie et « de sphère », c'est-à-dire de géométrie. Giovanni Gatti, quant à lui, enseigne les cours de dessin, alors que Mademoiselle Abas enseigne les mathématiques et la « tenue des livres » comptables.
Zoé de Gamond mettra tout en œuvre pour mener à bien son projet mais sera tout de même limitée par un manque de moyens financiers, notamment en raison du manque de secours et d’appui du gouvernement et de la régence.
Ce problème de fonds sera en partie résolu par la Reine, qui offrira un subside de 200 francs qui permettra de payer quelques monitrices principales.
Par arrêté royal du 21 juin 1847, Zoé est nommée inspectrice générale des écoles gardiennes, des écoles primaires de filles, et des établissements destinés à former les institutrices de l’État belge. C'est la première fois qu'une femme occupe ce poste. Mais, après sa mort, cette fonction sera purement et simplement supprimée;

## Publications
Zoé de Gamond publia de nombreux articles dans le Recueil encyclopédique belge, dans la revue de littérature italienne L'Exilé ou encore dans L'Artiste, essentiellement comme critique artistique et littéraire. Elle écrivit également sur le féminisme au milieu des années 1830.
Elle écrivit Fourier et son système, un ouvrage sur la philosophie de Fourier qui sera réédité cinq fois et également traduit en anglais. Cet ouvrage lui a valu un grand succès. À Paris, elle retrouva Jan Czyński, qu'elle avait rencontré alors qu'elle était directrice d'un comité de dames, et avec qui elle écrivit un roman consacré à l'émancipation rurale appelé Le Roi des paysans (Paris, 1838).
Elle édita, toujours avec Czyński, la revue Le Nouveau Monde de 1839 à 1840. Elle publia plusieurs manuels d'enseignement, ainsi qu'un ouvrage au sujet des asiles d'aliénés. En 1840, paru encore à Paris « Réalisation d’une commune sociétaire d’après la théorie de Charles Fourier ». Elle y développe la thèse selon laquelle notre milieu social nous précède, « ni la propriété, ni la famille peuvent être supprimées ».
En 1846, paru à Bruxelles « le Monde Invisible », qui est un roman dans lequel Zoé de Gamond développe ses pensées morales, et y rajoute également ses conceptions religieuses relativement fortes. La même année, la Société des Sciences, des Lettres et des Arts du Hainaut avait mis en place un concours qui soulevait la question suivante : « Quels sont les droits et les devoirs du prolétaire dans une société bien organisée ? » Elle répondit à cette question par son ouvrage « Paupérisme et association ».
En 1850, elle publie « Les Notions les plus pratiques des sciences naturelles appliquées aux usages de la vie » à Bruxelles.
En 1851, Zoé de Gamond publie « Des lectures historiques belges » également à Bruxelles.

## Mort et héritage
Zoé de Gamond meurt le 28 février 1854, à l'âge de 48 ans, dans un relatif anonymat. Le journal L'Étoile belge annonce son décès le 4 mars 1854 : « Mme Gatti de Gamond était une de nos femmes les plus instruites et elle a publié un grand nombre d’écrits dont plusieurs très recommandables. »
La pensée de Zoé de Gamond peut être résumée par la phrase suivante : « La science ne doit pas être précisément le but de l’instruction, mais l’instrument avec lequel on exerce l’esprit à penser, observer, juger, raisonner, réfléchir enfin à toutes les fonctions qui lui sont propres et qui lui assurent son entier développement ».

## Œuvres
- De la condition sociale des femmes au XIXe siècle, de leur éducation publique et privée, Bruxelles, Ed. Berthot, 1833. (Paru d'abord, sous forme de lettres, dans La Revue encyclopédique, Paris)
- Esquisse sur les femmes, Bruxelles, 1836
- Des devoirs des femmes et des moyens les plus propres à assurer leur bonheur, Bruxelles, 1838
- De plichten der vrouw. Vrij vertaald uit het fransch, door eene vrouw, Amsterdam, Ed. Brinkman
- Le Roi des Paysans, [avec la collaboration de J. Czinski), Paris, Ed. Desessarts, 1838
- Fourier et son système, Paris, Desessarts, 1840
- Réalisation d'une commune sociétaire d'après la théorie de Charles Fourier, Paris, Capelle, 1840.
- Fièvres de l'âme, Paris, Ed. Delahaye, 1844
- Le monde invisible, Bruxelles, Ed. Périchon, 1846.
- Abrégé d'histoire sainte, Bruxelles, Ed. Vanderborght, 1846.
- Paupérisme et association, Bruxelles, Méline, Cans et Co, 1846.
- L'organisation du Travail par l'éducation nationale, Bruxelles, Ed. Périchon, 1848
- Lectures pour la jeunesse. Histoire de Louis et de Louise ou les œuvres de miséricorde, Liège, Ed. Dessain, 1849.(puis chez Casterman, à Tournai, 1854)
- Notions les plus pratiques des sciences naturelles appliquées aux usages de la vie. Livre de lecture pour les écoles moyennes et pour les écoles primaires, Bruxelles, Ed. Stapleaux, 1850
- Lectures historiques belges, Récit des faits mémorables de l'histoire de Belgique et tableaux ou résumés rapides des époques les plus fameuses par le développement des arts, des sciences, etc., Bruxelles, Ed. De Mat, 1851
- Manuel des salles d'asile et des écoles primaires, avec un questionnaire, d'après la méthode de Pestalozzi, Bruxelles, Deprez-Parent, 1851
- Grammaire élémentaire de la langue française, destinée à l'enseignement primaire des classes laborieuses, Ouvrage posthume, Tournai, Casterman, 1854